# Teen Wolf 2
Teen Wolf 2 (títol original: Teen Wolf Too) és una comèdia fantàstica americana dirigida per Christopher Leitch, sortida l'any 1987. És la continuació de la pel·lícula Teen Wolf. Ha estat doblada al català.

## Argument
Todd Howard, el cosí de Scott Howard, ha estat acceptat recentment en la Universitat de Hamilton gràcies a l'entranador Bobby Finstock que espera que Todd posseeixi els mateixos dons que el seu cosí i així assolir el campionat de Box. Todd descobreix llavors que pot transformar-se en home-llop...

## Repartiment
- Jason Bateman: Todd Howard
- Kim Darby: el professor Brooks
- John Astin: Dean Dunn
- Paul Sand: Entrenador Finstock
- James Hampton: oncle Harold Howard
- Mark Holton: Chubby
- Estee Chandler: Nicki
- Robert Neary: Gustavson
- Stuart Fratkin: Stiles
- Beth Miller: Lisa
- Rachel Sharp: Emily
- David Burton: Peter
- William H. Burton Jr.: Pug

## Al voltant de la pel·lícula
- James Hampton (Harold Howard) i Mark Holton (Chubby) són els únics actors a reprendre els seus papers en aquesta continuació.